# Verfassung von Australien
Die Verfassung von Australien besteht aus verschiedenen Gesetzen, die zusammen das Verfassungsrecht des Commonwealth of Australia darstellen.

## Bestandteile
Die wichtigsten Bestandteile sind
- der Commonwealth of Australia Constitution Act 1900

- der Statute of Westminster Adoption Act 1942, mit dem das Statut von Westminster von 1931 angenommen wurde, und

- der Australia Act 1986.

Der Commonwealth of Australia Constitution Act 1900 ist noch ein vom britischen Parlament erlassenes Gesetz, das am 1. Januar 1901 in Kraft trat und die unabhängigen Kolonien unter der britischen Krone zum Commonwealth of Australia zusammenschloss.
Auch das Statut von Westminster von 1931 ist ein Gesetz des britischen Parlaments. Es begründete die weitestgehende Selbständigkeit der Dominions des Britischen Weltreichs. Der Statute of Westminster Adoption Act von 1942 ist ein Gesetz des australischen Parlaments, mit dem das Statut von Westminster auch formal angenommen wurde. Mit dem Australia Act des Australischen Parlaments von 1986 und einem vorangegangenen entsprechenden Gesetz des britischen Parlaments von 1985 wurden dann die letzten Beschränkungen aufgehoben.